# 21-ша окрема механізована бригада (Україна)
21-ша окрема механізована бригада (21 ОМБр) — механізоване з'єднання Сухопутних військ Збройних сил України чисельністю у бригаду.
У 2023 році вела бої в районі м. Кремінна.

## Історія
У 2023 році 21-ша механізована бригада формувалася, вона комплектувалася озброєнням, що було передане Швецією. Бригаді мали передати 50 одиниць CV90, 10 танків Strv 122, 8 гаубиць Archer і щонайменше 1 одиницю БРЕМ Bgbv 90. Бригада стала першою, яка повела в бій шведські CV90.
29 липня 2023 року повідомлялося, що росіяни захопили одну з CV90 бригади в районі м. Кремінна.
У квітні 2024 бригада продовжувала боронити село Терни на Лиманському напрямку. За час багатомісячних напружених боїв в районі села Терни бригада втратила сім зі своїх десяти танків Strv 122 шведського виробництва, причому лише один — безповоротно, решта — пошкодженими.
Влітку 2024 запрацював рекрутинговий центр бригади в місті Одеса.
У вересні 2024 року бригада виконувала бойові завдання у Сумській області.

## Структура
- 38-й окремий стрілецький батальйон[7]
- 1-й механізований батальйон[8]
- 2-й механізований батальйон[9]
- 3-й механізований батальйон[10]
- 411-й окремий стрілецький батальйон
  - Взвод БпАК «Святовит»[11]
- батальйон безпілотних систем[12][13]
- танковий батальйон[14]
- Артелерійський дивізіон[15]
- Зенітний ракетно-артилерійський дивізіон[16]
- Розвідувальна рота[17]
- Інженерно-саперний батальйон[18]
- Рота безпілотних авіаційних систем[19]
- Рота снайперів[20]
- Рота зв'язку[21]
- Ремонтно-відновлювальний батальйон[22]
- Логістичний батальйон[23]
- Медична рота[24]

## Оснащення
Бронетехніка:
- CV9040[25]
- Bulldog[26]
- Rosomak[27]

Танки:
- Strv 122[4]
- Leopard 2A6 [28]

Піхотна зброя:
- КБА-48М1[29]

Артилерія:
- Archer[30]

Спецтехніка:
- Броньована-евакуаційна машина Bgbv 90[31]

## Командування
- на 08.2024: полковник Ільців Павло Семенович[32]
- на 10.2024: полковник Капковський Андрій Миколайович[33]

## Символіка
В нарукавному знаку бригади зображено два пістолети та карткову піку, що символізує вістря списа. В символіці емблеми відтворено атакувальний потенціал бригади, на озброєнні якої перебуває найсучасніша техніка, що отримана від західних союзників України.

## Втрати

### 2023
- 20 липня 2023 — Вознюк Сергій, санітар медичного пункту. Загинув поблизу села Невське Луганської області внаслідок мінометного обстрілу.[35]
- 4 грудня 2023 — Рахімов Дмитро Валерійович. Загинув на Донеччині.[36]
- 4 грудня 2023 — Персіянов Руслан Євгенович, солдат, стрілець-снайпер. Загинув в районі села Терни Краматорського району Донецької області.[37]

### 2024
- 15 січня 2024 — Паламарчук Олег Петрович («Сова»), старший сержант. 3 березня 1968, м. Могилів-Подільський.[38]
- 15 вересня 2024 — Грицай Дмитро, молодший сержант. 09.08.1985, м. Львів.[39]
- 24 жовтня 2024 - Ігор Купецький, 35 років. Загинув поблизу населеного пункту Веселе Курської області. До серпня 2025 року вважався зниклим безвісти.

### 2025
- 19 січня 2025 - Дмитро Діхтярук, 20 червня 1984 року. Загинув  в районі населеного пункту Миколаєво-Дар'їно Суджанського району Курської області під час виконання бойового завдання від скиду ворожого дрона[40].
- 8 червня 2025 - Вячеслав Легенький, 48 років, солдат. Загинув на бойовому завдання поблизу села Запсілля на Сумському напрямку. Він долучився до війська у лютому 2025 року[41].

- 26 липня 2025 - Олександр Ніконович, 46 років, молодший сержант. Загинув поблизу Запсілля, що на Сумщині[42].